# Curva de Engel
En microeconomía, una curva de Engel describe cómo varía el gasto en un bien o servicio concreto en función de la renta. Existen dos tipos de curvas de Engel. Las curvas de Engel de participación en el presupuesto describen cómo varía la proporción de la renta familiar gastada en un bien en función de la renta. Alternativamente, las curvas de Engel también pueden describir cómo varía el gasto real en función de la renta familiar. Deben su nombre al estadístico alemán Ernst Engel (1821-1896), que fue el primero en investigar sistemáticamente esta relación entre el gasto en bienes y la renta en 1857. El resultado más conocido de este artículo es la ley de Engel, según la cual, a medida que aumenta la renta, el gasto en alimentos representa una parte menor de la misma. Por lo tanto, la parte de la renta de un hogar o de un país que se gasta en alimentos es un indicador de su riqueza.

## Forma
Gráficamente, la curva de Engel se representa en el primer cuadrante del sistema de coordenadas cartesianas. En el eje horizontal se representa la renta y en el vertical la cantidad demandada del bien o servicio seleccionado.

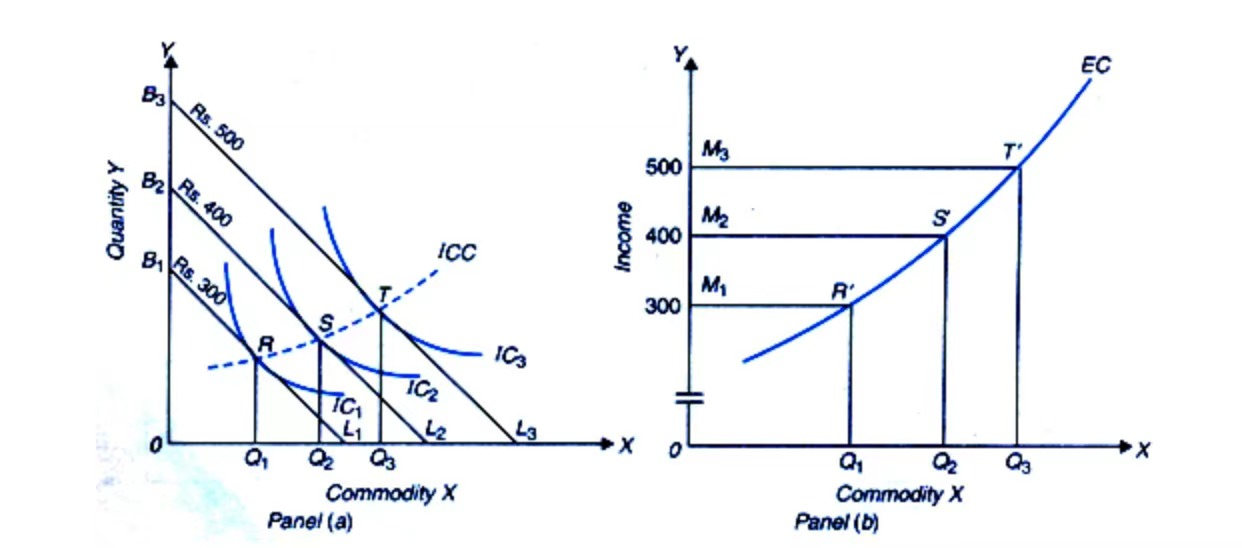
Proceso de derivación de la curva de Engel.

La figura adjunta muestra el proceso de derivación de la curva de Engel en el caso de las necesidades. El panel (a) es un gráfico indiferenciado que representa las preferencias de los consumidores por los bienes X e Y. Las tres líneas paralelas de 300 rupias, 400 rupias. Y 500 rupias se denominan líneas presupuestarias. Y la pendiente de estas tres líneas es la misma, lo que implica que los precios de los dos bienes son constantes, mientras que la línea presupuestaria más alejada del origen indica una cantidad presupuestaria mayor. Los tres puntos R, S y T del gráfico indican distintas combinaciones de preferencias. La línea que une estos tres puntos se denomina curva renta-consumo (CCI). Ampliando el panel (a) al panel (b), se obtiene la curva de Engel del bien X uniendo los puntos R', S' y T'.
Las formas de las curvas de Engel dependen de muchas variables demográficas y de otras características de los consumidores. La curva de Engel de un bien refleja su elasticidad-renta e indica si se trata de un bien inferior, normal o de lujo. Las curvas de Engel empíricas son casi lineales para algunos bienes y muy no lineales para otros.
En el caso de los bienes normales, la curva de Engel tiene una pendiente positiva. Es decir, a medida que aumenta la renta, aumenta la cantidad demandada. Entre los bienes normales, existen dos posibilidades. Aunque la curva de Engel sigue siendo ascendente en ambos casos, se curva hacia el eje X para los bienes de primera necesidad y hacia el eje Y para los bienes de lujo.
Para los bienes inferiores, la curva de Engel tiene una pendiente negativa. Esto significa que, a medida que el consumidor dispone de más ingresos, compra menos bienes de calidad inferior porque puede adquirir bienes mejores.
Para los bienes con una función de demanda marshalliana generada a partir de una función de utilidad de forma polar de Gorman, la curva de Engel es lineal.
Muchas curvas de Engel presentan propiedades de saturación, en el sentido de que su pendiente tiende hacia el infinito a niveles de renta elevados, lo que sugiere que existe un límite absoluto en cuanto al aumento del gasto en un bien a medida que aumenta la renta familiar. Esta propiedad de saturación se ha relacionado con la ralentización del crecimiento de la demanda de algunos sectores de la economía, lo que provoca cambios importantes en la composición sectorial de una economía.

## Otras propiedades
Cuando se considera un sistema de curvas de Engel, el teorema de la suma dicta que la suma de todas las elasticidades del gasto total, ponderadas por la parte correspondiente del presupuesto, debe sumar la unidad. Esto excluye la posibilidad de que la saturación sea una propiedad general de las curvas de Engel en todos los bienes, ya que implicaría que la elasticidad-renta de todos los bienes se aproxima a cero a partir de un determinado nivel de renta. La restricción de la suma se deriva del supuesto de que el consumo siempre tiene lugar en el límite superior del conjunto de oportunidades del hogar, que sólo se cumple si el hogar no puede satisfacer completamente todos sus deseos dentro de los límites del conjunto de oportunidades.
Otros estudiosos sostienen que existe un nivel superior de saturación para todos los tipos de bienes y servicios.